# Pietrapaola
Pietrapaola är en ort och kommun i provinsen Cosenza i regionen Kalabrien i Italien. Kommunen hade 1 081 invånare (2018).